# پل خراجی
پل خراجی مربوط به دوره قاجار است و در شهرستان کیار، روستای خراجی واقع شده و این اثر در تاریخ ۱۰ مهر ۱۳۸۰ با شمارهٔ ثبت ۳۹۵۲ به‌عنوان یکی از آثار ملی ایران به ثبت رسیده است.